# Domaine Joly-De Lotbinière
El Domaine Joly-De Lotbinière és un parc enjardinat d'estil pintoresc a la riba del riu Sant Llorenç a la Pointe-Platon entre Sainte-Croix i Lotbinière al Quebec. Condicionat a mitjan segle xix per la família Joly de Lotbinière, va ser classificat com a bé cultural del Quebec (1998) i reconegut lloc històric nacional del Canadà (2001). L'indret comprèn onze edificis antics i espais paisatgístics històrics i actuals.